# Pumpel·lyïta-(Mg)
La pumpel·lyïta-(Mg) és un mineral de la classe dels silicats, que pertany al grup de la pumpel·lyita. Fou anomenada per Charles Plache i Helen Vassar l'any 1925 en honor del geòleg nord-americà Raphael Pumpelly, professor de mines a la Universitat Harvard.

## Característiques
La pumpel·lyïta-(Mg) és un silicat de fórmula química Ca₂(MgAl₂)(Si₂O₇)(SiO₄)(OH)₂(H₂O). Cristal·litza en el sistema monoclínic. La seva duresa a l'escala de Mohs és 5,5.
Segons la classificació de Nickel-Strunz, la pumpel·lyïta-(Mg) pertany a «09.B - Estructures de sorosilicats amb grups barrejats de SiO₄ i Si₂O₇; cations en coordinació octaèdrica [6] i major coordinació» juntament amb els següents minerals: al·lanita-(Ce), al·lanita-(La), al·lanita-(Y), dissakisita-(Ce), dol·laseïta-(Ce), epidota, epidota-(Pb), khristovita-(Ce), mukhinita, piemontita, piemontita-(Sr), manganiandrosita-(La), tawmawita, manganipiemontita-(Sr), ferrial·lanita-(Ce), clinozoisita-(Sr), manganiandrosita-(Ce), dissakisita-(La), vanadoandrosita-(Ce), uedaïta-(Ce), epidota-(Sr), al·lanita-(Nd), ferrial·lanita-(La), åskagenita-(Nd), zoisita, macfal·lita, sursassita, julgoldita-(Fe2+), okhotskita, pumpel·lyita-(Fe2+), pumpel·lyita-(Fe3+), pumpel·lyita-(Al), pumpel·lyita-(Mn2+), shuiskita, julgoldita-(Fe3+), clinozoisita, poppiïta, julgoldita-(Mg), ganomalita, rustumita, vesuvianita, wiluïta, manganovesuvianita, fluorvesuvianita, vyuntspakhkita-(Y), del·laïta, gatelita-(Ce) i västmanlandita-(Ce).

## Formació i jaciments
S'ha trobat en diferents indrets com ara Austràlia, Àustria, Canadà, Xina, República Txeca, França, Alemanya, Itàlia, Japó, Mèxic, Noruega, Rússia, Eslovàquia, Regne Unit, EUA i Namíbia.